# جون نولز
جون نولز (بالإنجليزية: John Knowles) (16 سبتمبر 1926، فيرمونت في الولايات المتحدة - 29 نوفمبر 2001، فورت لودرديل في الولايات المتحدة)؛ صحفي، كاتب وروائي أمريكي.

## روابط خارجية
- جون نولز على موقع IMDb (الإنجليزية)
- جون نولز على موقع الموسوعة البريطانية (الإنجليزية)
- جون نولز على موقع إن إن دي بي (الإنجليزية)
- جون نولز على موقع قاعدة بيانات الفيلم (الإنجليزية)